# Peixe-trombeta
Trombeta, corneta, peixe-trombeta-caribenho ou simplesmente peixe-trombeta (Aulostomus maculatus) é um peixe de corpo alongado e que  nada, frequentemente, numa posição vertical de modo a confundir-se mimeticamente com os corais e esponjas típicas dos seus habitats. Ocupam água de baixa profundidade (3 a 30 metros). Mede 1,50 m, podendo chegar a até 2 m.
Olhos grandes e salientes. Todas as nadadeiras são transparentes. Coloração de fundo marrom ou verde-amarelada com manchas azuis por todo o corpo.

## Hábitos

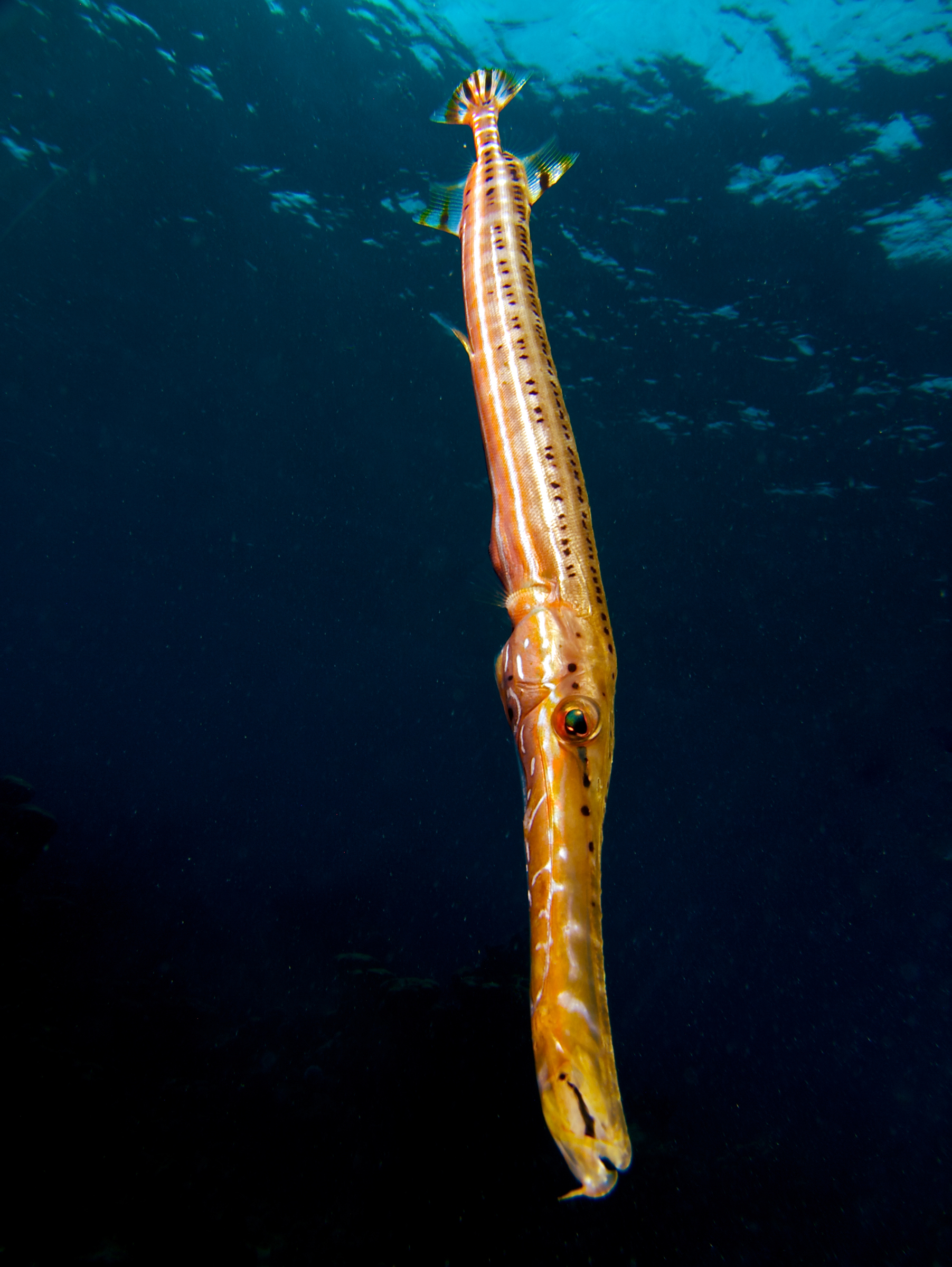
Peixe Trombeta fotografado próximo ao litoral do Haiti

São extremamente ferozes, no entanto sem fazer aparentemente nenhum movimento. Tem o hábito de nadar de cabeça para cima, para baixo, ou até mesmo para trás. São encontrados normalmente solitários ou aos pares, alimentando-se de pequenos crustáceos. Emitem um som parecido com o de uma trombeta quando arpoados.